# Heartbreak Anthem
Heartbreak Anthem è un singolo del duo musicale svedese Galantis, del DJ francese David Guetta e del girl group britannico Little Mix, pubblicato il 20 maggio 2021 su etichetta Atlantic Records.

## Pubblicazione
Dopo aver diffuso un conto alla rovescia 24 ore prima, il 14 maggio 2021 gli artisti hanno annunciato il singolo tramite social media.

## Accoglienza
Scrivendo per la rivista Vulture, Zoe Haylock ha scritto che il singolo è «lontano da una canzone triste, un brano dance che da effettivamente la possibilità di ballare in modo emozionante». Katie Bain di Billboard ha scritto che «la produzione della canzone è costruita da archi e synth vivaci e grintosi, con il testo, nella grande tradizione di Survivor delle Destiny's Child, incentrato sull'essere migliori: non serbare rancore, capire che a volte l'amore funziona, a volte no».

## Video musicale
Il video musicale, diretto da Samuel Douek, è stato reso disponibile in concomitanza con l'uscita del singolo. Il regista ha affermato di aver tratto inspirazione dal romanzo Notti al circo di Angela Carter.

## Tracce
Download digitale
1. Heartbreak Anthem – 3:03

Download digitale
1. Heartbreak Anthem (Tchami Remix) – 3:50

Download digitale
1. Heartbreak Anthem (Clean Bandit Remix) – 3:23

## Successo commerciale
Nella Official Singles Chart britannica Heartbreak Anthem ha esordito alla 9ª posizione con 24 590 unità, diventando la quarta top ten dei Galantis, la ventiquattresima di David Guetta e la diciassettesima delle Little Mix. Nel mese di luglio si è spinto fino alla 3ª posizione con altre 38 247 unità distribuite, regalando ai Galantis il loro miglior piazzamento nella graduatoria. Nella classifica irlandese è diventata l'undicesima top ten del girl group, per poi raggiungere il 5º posto.
Nella pubblicazione del 14 agosto 2021 il singolo ha raggiunto la vetta della Dance/Mix Show Airplay redatta da Billboard, divenendo la seconda numero uno dei Galantis, la undicesima di Guetta e la prima delle Little Mix.

## Classifiche

### Classifiche settimanali
| Classifica (2021) | Posizione massima |
| ----------------- | ----------------- |
| Australia         | 49                |
| Austria           | 53                |
| Belgio (Fiandre)  | 30                |
| Canada            | 86                |
| Croazia           | 16                |
| Germania          | 57                |
| Irlanda           | 5                 |
| Islanda           | 39                |
| Libano            | 7                 |
| Lituania          | 47                |
| Norvegia          | 23                |
| Paesi Bassi       | 23                |
| Polonia           | 10                |
| Portogallo        | 114               |
| Regno Unito       | 3                 |
| Repubblica Ceca   | 30                |
| Romania           | 99                |
| Slovacchia        | 38                |
| Svezia            | 36                |
| Svizzera          | 51                |
| Ungheria          | 40                |

### Classifiche di fine anno
| Classifica (2021) | Posizione |
| ----------------- | --------- |
| Croazia           | 90        |
| Irlanda           | 29        |
| Paesi Bassi       | 87        |
| Polonia           | 64        |
| Regno Unito       | 24        |